# The Abbey Road E.P.
The Abbey Road E.P. è un EP dei Red Hot Chili Peppers, pubblicato nel 1988 per la EMI.

## Descrizione
La copertina è una parodia di quella del celebre Abbey Road (1969), penultimo album in studio dei Beatles. In essa i Red Hot appaiono nello stesso atteggiamento dei quattro di Liverpool, apparendo però nudi e con calzini sui genitali.
Il disco contiene una reinterpretazione di Fire di Jimi Hendrix (poi eseguita nuovamente per Mother's Milk), del 1989) e quattro tracce dai loro primi tre album, tra cui il singolo di esordio True Men Don't Kill Coyotes, ma nessuna cover dei Beatles.

## Tracce
1. Fire – 2:02 (Jimi Hendrix)
2. Backwoods – 3:06 (Anthony Kiedis, Flea, Hillel Slovak, Jack Irons)
3. Catholic School Girls Rule – 1:57 (Anthony Kiedis, Flea, Cliff Martinez)
4. Hollywood (Africa) – 5:04 (The Meters)
5. True Men Don't Kill Coyotes – 3:38 (Flea, Anthony Kiedis, Cliff Martinez, Jack Sherman)

## Formazione
- Anthony Kiedis - voce
- Hillel Slovak - chitarra (Fire, Backwoods, Catholic School Girls Rule, Hollywood)
- Jack Sherman - chitarra (True Men Don't Kill Coyotes)
- Flea - basso
- Jack Irons - batteria (Fire, Backwoods)
- Cliff Martinez - batteria (Catholic School Girls Rule, True Men Don't Kill Coyotes)